# Нова вас над Драгоньо
Нова вас над Драгонйо (на словенски: Nova vas nad Dragonjo; на италиански: Villanova di Pirano) е село в Словения, Обално-крашки регион, община Пиран. Според Националната статистическа служба на Република Словения през 2015 г. селото има 226 жители.